# Sarotherodon
Sarotherodon es un género de peces de la familia Cichlidae y de la orden de los Perciformes. Se encuentra en África e Israel en el Medio Oriente.

## Especies
- Sarotherodon caroli (Holly, 1930)
- Sarotherodon caudomarginatus (Boulenger, 1916)
- Sarotherodon galilaeus (Linnaeus, 1758)
- Sarotherodon knauerae Neumann, Stiassny & Schliewen, 2011
- Sarotherodon lamprechti Neumann, Stiassny & Schliewen, 2011
- Sarotherodon linnellii (Lönnberg, 1903)
- Sarotherodon lohbergeri (Holly, 1930)
- Sarotherodon melanotheron Rüppell, 1852
- Sarotherodon mvogoi (Thys van den Audenaerde, 1965)
- Sarotherodon nigripinnis (Guichenot, 1861)
- Sarotherodon occidentalis (Daget, 1962)
- Sarotherodon steinbachi (Trewavas, 1962)
- Sarotherodon tournieri (Daget, 1965)